# Lurago d’Erba
Lurago d’Erba – miejscowość i gmina we Włoszech, w regionie Lombardia, w prowincji Como.
Według danych na rok 2004 gminę zamieszkiwało 4786 osób, 1196,5 os./km².